# Marta Stożek
Marta Magdalena Stożek (ur. 5 sierpnia 1976 we Wrocławiu) – polska polityczka, posłanka na Sejm X kadencji (od 2024).

## Życiorys
Pochodzi z rodziny robotniczej. Podjęła studia z fizyki technicznej, których nie ukończyła. W 2015 uzyskała licencjat z filologii indyjskiej na Uniwersytecie Wrocławskim. Pracowała m.in. w branży IT oraz jako menedżerka w zajmującej się edukacją Fundacji HerStory.
Wstąpiła do Partii Razem (w latach 2019–2024 działającej jako Lewica Razem), weszła w skład rady krajowej ugrupowania, a także została jej liderką we Wrocławiu. W 2018 bez powodzenia kandydowała do Rady Miejskiej Wrocławia z ramienia KWW „Wrocław dla Wszystkich”. W 2019 i 2023 bezskutecznie ubiegała się o mandat poselski w okręgu wrocławskim, startując z drugiego miejsca na listach Sojuszu Lewicy Demokratycznej oraz Nowej Lewicy i uzyskując odpowiednio 10 212 głosów oraz 19 434 głosy. W 2024 została wybrana radną Sejmiku Województwa Dolnośląskiego z okręgu nr 1, w tym samym roku bez powodzenia kandydowała do Parlamentu Europejskiego z ramienia Lewicy.
26 czerwca 2024 objęła mandat posła X kadencji, zastępując Krzysztofa Śmiszka, który został wybrany do PE. Zasiadła w Komisji Finansów Publicznych, Komisji Infrastruktury, Komisji Spraw Zagranicznych oraz Komisji Edukacji i Nauki, została też zastępczynią przewodniczącego Komisji Nadzwyczajnej do spraw działań przeciwpowodziowych i usuwania skutków powodzi z roku 2024. W październiku 2024 wraz z kilkoma innymi posłami swojej partii zrezygnowała z członkostwa w KKP Lewicy, a w następnym miesiącu współtworzyła koło poselskie Razem.

## Wyniki w wyborach
| Wybory | Komitet wyborczy                | Komitet wyborczy             | Organ                                          | Okręg        | Wynik          |
| ------ | ------------------------------- | ---------------------------- | ---------------------------------------------- | ------------ | -------------- |
| 2018   |                                 | KWW „Wrocław dla Wszystkich” | Rada Miejska Wrocławia VIII kadencji           | nr 4         | 439 (1,21%)    |
| 2019   |                                 | Sojusz Lewicy Demokratycznej | Sejm IX kadencji                               | nr 3         | 10 212 (1,56%) |
| 2023   |                                 | Nowa Lewica                  | Sejm X kadencji                                | nr 3         | 19 434 (2,50%) |
| 2024   |                                 | Lewica                       | Sejmik Województwa Dolnośląskiego VII kadencji | nr 1         | 13 369 (5,70%) |
| 2024   | Parlament Europejski X kadencji | Lewica                       | nr 12                                          | 9035 (0,79%) |                |

## Życie prywatne
Zamieszkała w Obornikach Śląskich, ma cztery córki i syna. Gdy miała 44 lata, zdiagnozowano u niej ADHD. Deklaruje się jako feministka.